# Bajío (Guanajuato)
El Bajío guanajuatense se localiza en el centro-sur del estado de Guanajuato, esta región es comprendida por Región Bajío, y Valles Abajeños. El Bajío guanajuatense representa una vasta superficie del estado de Guanajuato.

## Historia
El Bajío tuvo su origen hace 25 millones de años en un lago de la era Pleistoceno cuyos límites al este llegaban a Querétaro y por el oeste a Chapala; al norte se extendía hasta Lagos de Moreno y al sur hasta Acámbaro y Cuitzeo. La acción eruptiva del Eje Volcánico Trasversal transformó el terreno y provocó la salida de sus aguas a través del cauce del río Lerma.

## Geografía
El Bajío Guanajuatense está conformado por la región El Bajío (Centro de Guanajuato) y, Los Valles Abajeños (Extremo sur de Guanajuato), y está a su vez también forma parte del Bajío Michoacano.
El clima de los Valles es templado entre 18 °C y 19 °C con lluvias en el verano de junio a septiembre.

## El Bajío
La región del Bajío es la más rica en condiciones para el desarrollo de la agricultura y ocupa una gran porción del centro del estado de Guanajuato. Comprende los municipios de: Romita, San Francisco del Rincón Manuel Doblado, Cuerámaro, Pénjamo, Abasolo,Huanímaro, Pueblo Nuevo, Irapuato, Salamanca, Santa Cruz de la Juventino Rosas, Villagrán, Apaseo el Grande, León, Silao, Guanajuato, Comonfort, Apaseo el Alto, Celaya, Cortázar, Jaral del Progreso, Valle de Santiago.
Esta región ganó el nombre de Bajío porque sus lomas, valles y llanuras están más bajas con respecto a las regiones aledañas, como lo son los cerros y montes que se elevan a más de dos mil metros, sobre el nivel del mar, mientras que la llanura apenas alcanza los 1 800 m de altitud.
Las llanuras que forman la región inician angostas en los límites con Querétaro, se abren al noroeste y al suroeste y adoptan una forma triangular cuyo vértice se localiza en la localidad de El Nacimiento. Sus límites son, por el norte, el pie de la Sierra Central; el límite sur lo forman otros cerros como los de Las Minillas, Grande, Culiacán, Blanco y Picacho.
Finalmente, el límite que cierra el triángulo es la frontera estatal con Jalisco y Michoacán; a partir de ahí, hacia el noreste se sube una extensa meseta llamadas los Altos de Jalisco, y por el suroeste, el Bajío Michoacano y Jalisciense. Hacia el sureste el valle de Santiago.

## Los Valles Abajeños
La región Valles Abajeños se localiza al extremo sur de Guanajuato; comprende los municipios de Yuriria, Uriangato, Santiago Maravatío, Salvatierra, Tarimoro, Acámbaro, Jerécuaro, Coroneo, Tarandacuao, Valle Santiago, Jaral del Progreso, Celaya, Cortázar, Apaseo El Grande.
Por pertenecer a la misma región que el Bajío Michoacano, comparten climas, suelos y algunos aspectos culturales; por ello es común encontrarnos lugares con nombres purépecha en esta región guanajuatense. 
Los Valles Abajeños, a una altitud de 1700 m sobre el nivel del mar, están situados a una altitud menor que la llanura del Bajío, y presentan el mismo origen geológico, ya que también formaron parte de ese gran lago que cubrió la zona durante el periodo de las glaciaciones (Pleistoceno).  
El relieve del valle Abajeño está constituido por una sucesión de montañas y valles enlazadas. Los cerros el Picacho, el Tule, Cerro Blanco, Culiacán y Cerro Grande, que separan El Bajío de los Valles; aquí encontramos el valle de Uriangato, Moroleón, resguardado por los cerros de los Arnoles y el Capulín, así como el valle de San Nicolás de Agustinos que mira por el norte del cerro Culiacán.
Hacia el sur, observamos el valle de Guatzindeo (Salvatierra) y los valles de Tarimoro y finalmente el valle de Acámbaro bordeado, por el cerro Cueva de Moreno, la Sierra de los Agustinos, el cerro de las Siete Cruces, y el del Toro.
En el valle de Acámbaro, zona agrícola y ganadera, se usa el agua del río Lerma para la obtención de cosechas y la segura crianza de animales.
La vegetación en los Valles, está constituido por mezquites, huizaches, nopales y órganos mientras que los encinos crecen en la sierra de los Agustinos, en el cerro de las Cuevas de Moreno, en el cerro de las Siete Cruces, y en el de los Arnoles de la sierra de los Piñícuaro. Los ahuehuetes en el borde del curso de los ríos Lerma y Tigre, y en la zona lacustre de Yuriria, durante el periodo el tiempo de lluvias, nacen plantas forrajeras como la navajita, el popotillo, y el zacatón. 
Actualmente una gran extensión del suelo de los Valles, es usado para la agricultura; además se han construido diversas vías de comunicación y centros urbanos, como Uriangato, Moroleón, Salvatierra y Acámbaro, que desde el corazón de los Valles dirigen la vida rural que se desarrolla en su alrededor.

## Municipios
- Abasolo
- Acámbaro
- Apaseo el Alto
- Apaseo el Grande
- Celaya
- Comonfort
- Cortázar
- Coroneo
- Cuerámaro
- Guanajuato
- Huanímaro
- Irapuato
- Jaral del Progreso
- Jerécuaro
- León
- Manuel Doblado
- Moroleón
- Pénjamo
- Pueblo Nuevo
- Purísima del Rincón
- Romita
- Salamanca
- Salvatierra
- San Francisco del Rincón
- Santa Cruz de Juventino Rosas
- Santiago Maravatío
- Silao
- Tarandacuao
- Tarimoro
- Uriangato
- Valle Santiago
- Villagrán